# 伊朗產業

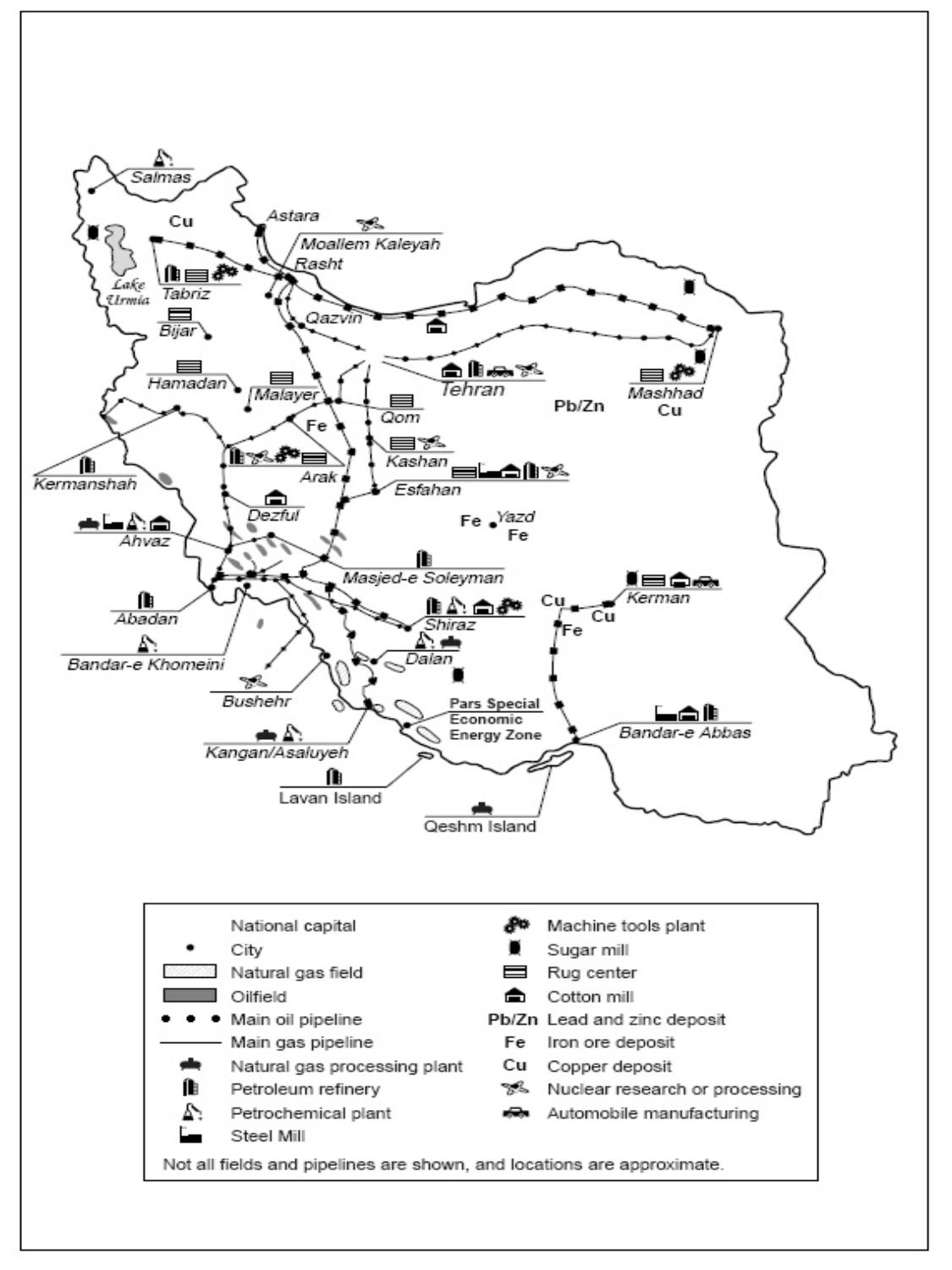
伊朗擁有廣大及多樣的產業基礎。聯合國在1998年把伊朗經濟歸類為半邊陲國家（根據定義，被包含的國家有中國、印度、巴西、墨西哥、印尼、以及伊朗）。

伊朗產業根據由《經濟學人》提出的2008年報告，產值為230億美元，在世界排名第39位。在2008年到2009年間，伊朗的產業生產年增長率從世界第69位躍升至第28位。
伊朗政府計劃到2015年，在第5個5年社會經濟發展計劃（Five-Year Socioeconomic Development Plan，參見伊朗經濟#National planning）結束時，建立50到60個工業園區。伊朗承包商已在不同領域的國際招標建設項目（如水壩、橋樑、建築物、鐵路、發電廠、以及天然氣、石油、和石化工業）中獲得多個合同。截至2011年，約有66家伊朗公司在27個國家承攬項目。在2010年到2011年期間，伊朗出口價值超過200億美元的技術和工程服務。伊朗自產的原材料、豐富的礦產儲量、經驗豐富的人力資源共同發揮關鍵作用，讓這些公司贏得國際投標項目。

## 伊朗工業礦產及貿易部
伊朗工業礦產及貿易部負責促進工業和礦產的擴大和推廣。這個部還負責工業和礦業部門內，政策制定時的集中和整合工作。同時這個部負責管理與伊朗工業和礦產相關的戰略、政策和計劃。伊朗高科技產業部（也稱為高科技產業中心 (HTIC)），積極促進研究活動和支持高科技公司的崛起。截至2014年，伊朗擁有的工業園區和高科技園區有930個。

### 中小型企業

伊朗經濟複雜性指數 (1964年到2014年)。

截至2014年，伊朗有81,000個小型工業單位，總共僱用超過100萬人。小型工業單位的數目佔伊朗整體工業的92%，僱用人數佔全國工業就業人口的45%，產值則只佔全國17%。這些小企業的能力薄弱，對於創新與技術發展方面的貢獻甚小。支持伊朗的中小企業發展將可大幅加強伊朗的供應鏈網絡。取得融資困難也是中小企業一大問題。伊朗在2016年擁有近3,000家知識產業公司，共提供70,000個工作職位，並創造66億美元的收入。
截至2019年，伊朗擁有800多個工業園區，裡面有43,650家中小型企業，其中有近78%（約33,800家）在活躍運作，其中有1,100家把產品出口到全球市場。
聯合國工業發展組織在2003年發表關於伊朗中小企業狀況的報告指出，導致妨礙伊朗這個區塊發展的因素有：缺乏監督機構、銀行系統效率低下、缺乏足夠研發、缺乏管理技能、腐敗、稅收效率低下、社會文化抗拒、缺乏社會學習循環、缺乏參與全球競爭所需的國際市場知識、繁瑣官僚程序、缺乏熟練勞動力、缺乏智慧財產權保護、缺乏研究中心，以及缺乏社會資本、社會學習、社會責任和社會文化價值觀。
雖然有前述的問題，並且面對美國的經濟制裁，伊朗正朝向已開發國家方向前進。

## 生產統計

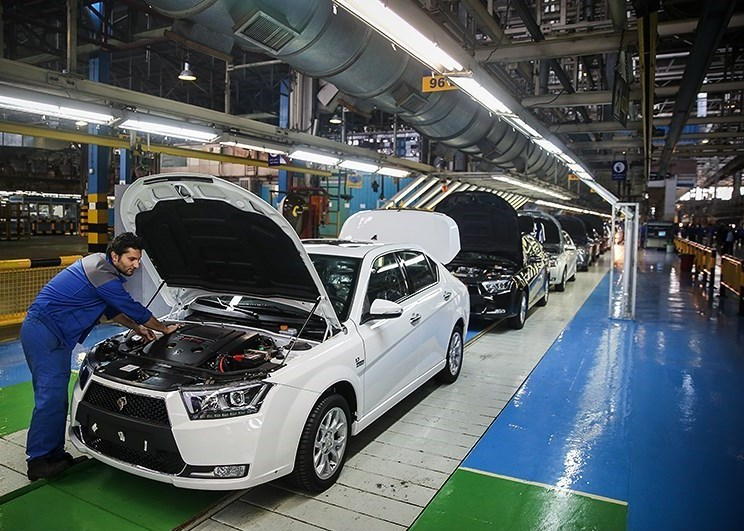
伊朗霍德羅汽車是中東地區最大的汽車製造廠，這家車廠與世界四大洲的車廠有合資關係。

德黑蘭是伊朗的經濟中心。大約30%的伊朗公共部門勞動力和45%的大型工業公司均位於這個城市，其中工作人員幾乎有一半為政府工作。
| 2003    | 2001   | 1999   | 單位     | 產品                           |
| ------- | ------ | ------ | -------- | ------------------------------ |
| 26390   | 18180  | 12699  | 公噸     | 魚類加工 (鮪魚和沙丁魚)        |
| 1264915 | 801395 | 671346 | 公噸     | 生乳                           |
| 1179139 | 852353 | 950555 | 公噸     | 植物油                         |
| 1495    | 1113   | 923    | 公噸     | 食糖                           |
| 4976    | 4818   | 4418   | 千公噸   | 非酒精類 碳酸飲料 (不包含酪乳) |
| 112     | 60     | 000    | 百萬瓶   | 大麥萃取物                     |
| 13873   | 13359  | 20143  | 百萬支   | 香菸                           |
| 293188  | 388790 | 227599 | 公噸     | 紗線                           |
| 396     | 551    | 385    | 百萬米   | 布匹                           |
| 41195   | 51875  | 33933  | 千平方米 | 機器編織 地毯                  |
| 81286   | 43014  | 41676  | 千平方米 | 非編織 地毯                    |
| 11918   | 8166   | 5696   | 千片     | 毛毯                           |
| 390210  | 315502 | 359037 | 公噸     | 紙                             |
| 360017  | 306249 | 321232 | 公噸     | 清潔劑                         |
| 60607   | 75918  | 74984  | 公噸     | 肥皂                           |
| 1654    | 2351   | 2665   | 百萬箱   | 火柴                           |
| 28241   | 24755  | 22219  | 千公噸   | 水泥                           |
| 103867  | 76827  | 64105  | 千立方米 | 瓷磚                           |
| 490     | 346    | 342    | 輛       | 聯合收割機                     |
| 15377   | 12208  | 5173   | 輛       | 曳引機                         |
| 1505    | 612    | 532    | 輛       | 築路 機械                      |
| 447063  | 212664 | 182504 | 台       | 洗衣機                         |
| 13624   | 24559  | 21198  | 千組     | 電器插座 及電器開關            |
| 399692  | 129256 | 114399 | 台       | 收音機 錄音機                  |
| 858190  | 807964 | 860403 | 台       | 彩色電視                       |
| 832420  | 933741 | 599701 | 部       | 水錶                           |
| 1189912 | 906671 | 842063 | 部       | 電錶                           |
| 663164  | 332643 | 194366 | 輛       | 機動車輛                       |
| 1075    | 328    | 353    | 輛       | 救護車                         |
| 12779   | 4303   | 3938   | 輛       | 貨車                           |
| 4460    | 1643   | 3783   | 輛       | 公共汽車                       |
| 537     | 3226   | 940    | 輛       | 公共小型巴士                   |
| 69036   | 46639  | 38508  | 輛       | 廂型車及多功能 休旅車          |

## 食品工業
伊朗食品行業僱用328,000人，佔整個工業勞動力的16.1%。伊朗在2007年出口價值7.36億美元的食品，2010年出口價值達到10億美元（約60萬公噸）。出口國家包括伊拉克、阿富汗、土庫曼斯坦、塔吉克斯坦/其他中亞國家、俄羅斯、烏克蘭、白俄羅斯、巴基斯坦、沙烏地阿拉伯、科威特、阿拉伯聯合大公國、卡達、阿曼、敘利亞、德國、西班牙、荷蘭、法國、加拿大、委內瑞拉、日本、韓國和土耳其，主要產品有軟性飲料、礦泉水、餅乾、巧克力、糖果、食用油、奶製品、醃製食品/水果、果醬/果凍、通心粉、蔬果汁和酵母。

## 零售業
伊朗零售業目前主要掌握在合作社（其中許多由政府注資）和在巴剎內營業的獨立零售商手中。大部分食品透過街頭市場銷售，而價格由伊朗統計中心（Statistical Centre of Iran）制定。
伊朗最大的三家分銷公司為Behpakhsh Co.Golrang Pakhsh、和Ghasem Iran。
伊朗有438,478家小型雜貨零售商。在德黑蘭以外的城市，由於大賣場和超市的數量仍然有限，這類小型零售商尤其受到歡迎。有許多迷你超市和超市正在興起，但這些大多是獨立經營，店數只為一家的事業。伊朗最重要的連鎖店是國有的EtkaRefah、Shahrvand和家樂福旗下的Hyperstar Market，這幾個集團都在擴張之中。土耳其最大的超級市場連鎖Migro宣布打算進入伊朗這塊利潤豐厚的零售市場。一家國有科技集團（the Rouyesh Technical Centre）在2010年成立伊朗第一家網路超市。
進口的消費品仍佔伊朗市場所需不小比例，而總部設於阿拉伯聯合大公國中杜拜的許多公司負責滿足這些需求；他們從西方和亞洲國家購買，然後轉口到伊朗，伊朗是杜拜最重要的轉口市場。伊朗人在2012年花費在食品上的金額為770億美元，花費在衣服上的為220億美元，出境旅遊花費185億美元（參見“伊朗旅遊”#Outward tourism）。伊朗2015年的總體消費支出和可支配收入估計各為1,764億美元和2,870億美元。
在1979年的伊朗伊斯蘭革命之前，伊朗是西方服裝和外國消費品的主要進口國。即使到今日，伊朗仍受到西方零售商品的影響，在基什島經濟特區的購物中心可購得眾多世界知名品牌的商品。截至2016年，伊朗排名在前的大型購物中心有：
1. 伊斯法罕城市中心（英语：Isfahan City Center）（500萬平方英尺），擁有750個單位；
2. 波斯灣綜合商場（英语：Persian Gulf Complex）（480萬平方英尺），擁有2,500個單位；
3. 伊朗購物中心（英语：Iran Mall）（270萬平方英尺）；
4. 德黑蘭購物中心（Tehran Mall，160萬平方英尺），擁有500個單位；
5. 阿特拉斯購物中心（Atlas Mall，150萬平方英尺），擁有308個單位；
6. Palladium購物中心（Palladium Mall，110萬平方英尺），擁有105個單位；
7. Laleh Park購物中心（Laleh Park Shopping Center，985,000平方英尺），擁126個單位

伊朗當時最高領導人阿里·哈米尼一再敦促伊朗要多消費伊朗國產商品，而非進口者，以支持國家規避國際經濟制裁（所謂的抵抗經濟），同時達到進口替代的目的。

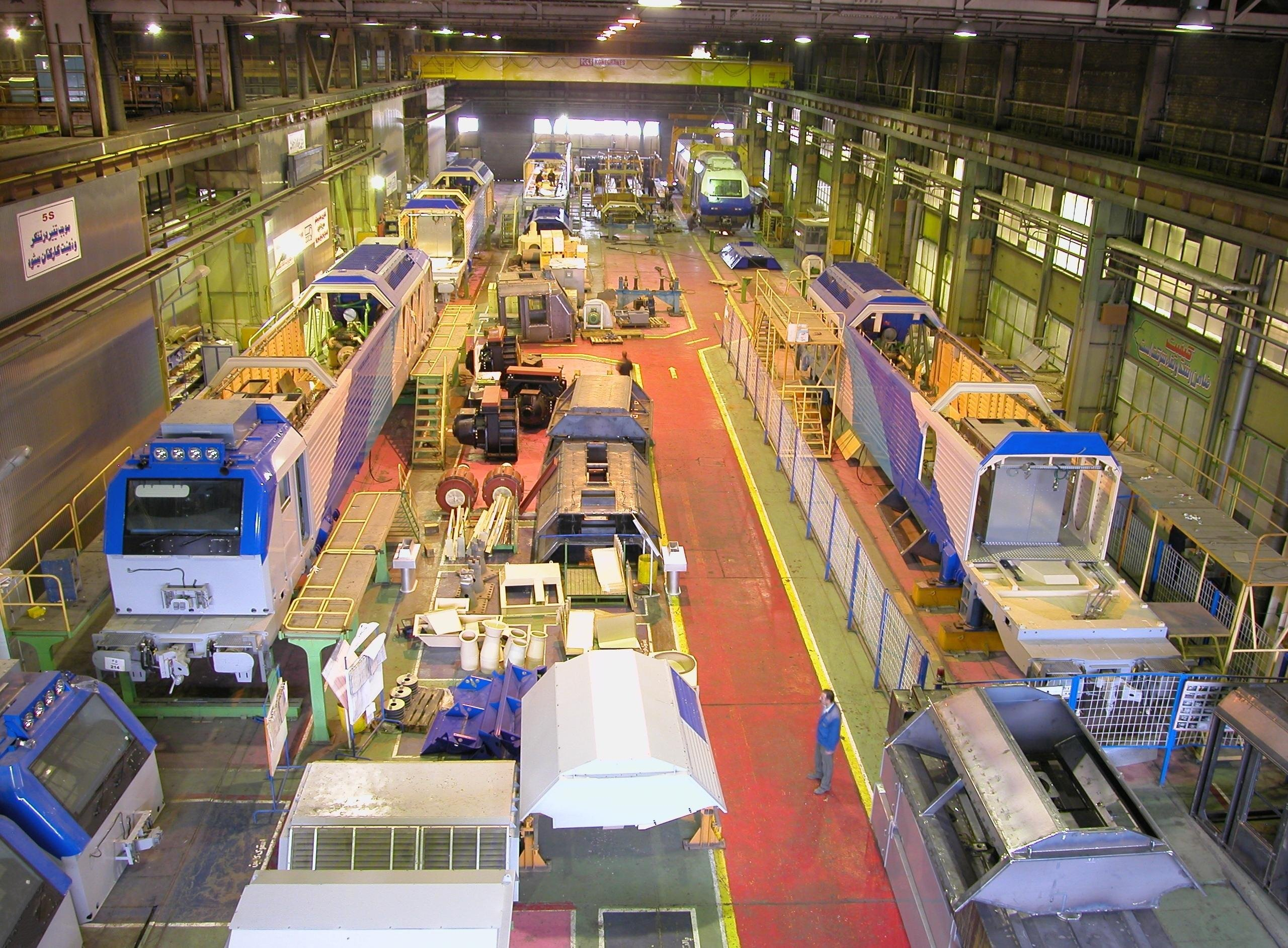
伊朗鐵路機車與火車廂製造廠Wagon Pars的生產線。

### 品牌
根據市場研究報告，伊朗最知名的品牌有伊朗電子工業（IEI）、伊朗出口銀行、伊朗行動通信公司（Hamrah Aval）、伊朗霍德羅汽車、Sanatiran工業集團、製造鐵道車輛的Wagon Pars、Sanayeiran工業集團、Machine Sazi Arak機械工程（MSA）、Zar Macaron食品、DESA柴油引擎、Pars Khodro汽車、HEPCO重型機械、Steel Alborz廚房衛浴、伊朗鋁業（IRALCO）、AzarAb工業、Golbaft毯業、Navard鋁業、Takdaneh果汁、Darou Pakhsh製藥、Kalleh乳業和伊朗聯合收割機製造公司 (ICM)等。波斯語報紙Hamshahri和波斯語經濟日報，以及Movafaqiyat雜誌被選為伊朗最佳媒體（參見伊朗大眾傳媒）。

## 汽車工業

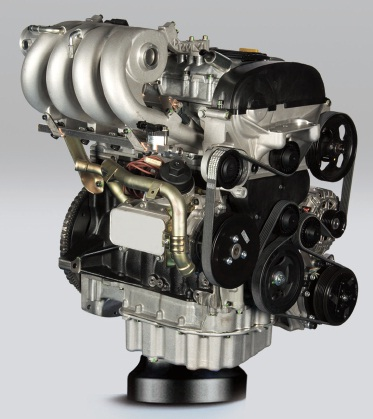
IKCO EF Engines

伊朗的汽車工業是該國第二活躍的工業，僅次於石油和天然氣工業。伊朗在2005年汽車產量突破100萬輛。伊朗霍德羅汽車是中東地區最大的汽車製造廠，與世界四大洲的車廠有合資關係。伊朗是世界第12大汽車生產國。

## 國防工業
伊朗國防工業在過去25年已有長足的進步，有能力製造多種武器和裝備，包括坦克、裝甲運兵車、導彈、雷達系統、導彈驅逐艦、軍艦、潛艇和戰鬥機。據伊朗官員稱，該國在2003年出售價值1億美元的軍事裝備，購買者包括北大西洋公約組織成員國 ，截至2006年，已出口武器到57個國家。
根據英國廣播公司新聞一篇2022年2月的報導，衣索比亞政府購買土耳其和伊朗製造的武裝無人飛機，用以攻擊叛軍。

## 建築產業

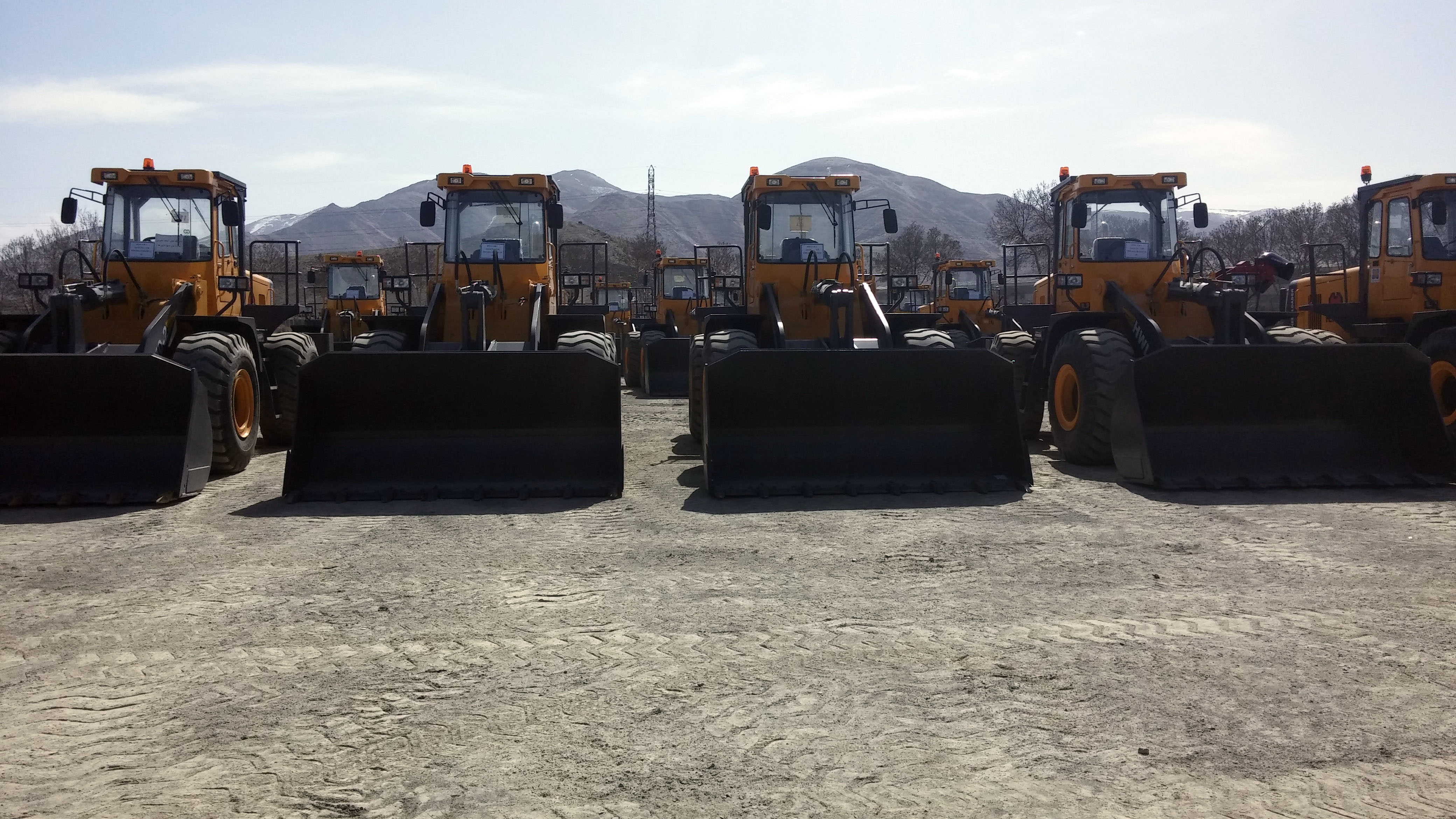
HEPCO重型機械所造的裝載機 。

建築產業是伊朗最重要的行業之一，佔私人投資總額的20-50%。伊朗中央銀行表示伊朗人之中有70%擁有房屋。住房建築業在伊朗經濟中屬於少數，市場中的國有資本僅佔2%，其餘的98%由私營部門投資。(參見“伊朗建築產業”#Market)

## 採礦與金屬
伊朗是世界上最重要的礦產生產國之一，位列世界15個主要富藏礦產國家之列。該國擁有68種礦產，包括鉻、鉛、鋅、銅、煤、金、錫和鐵。 (參見“伊朗礦業”)

## 紡織服裝行業

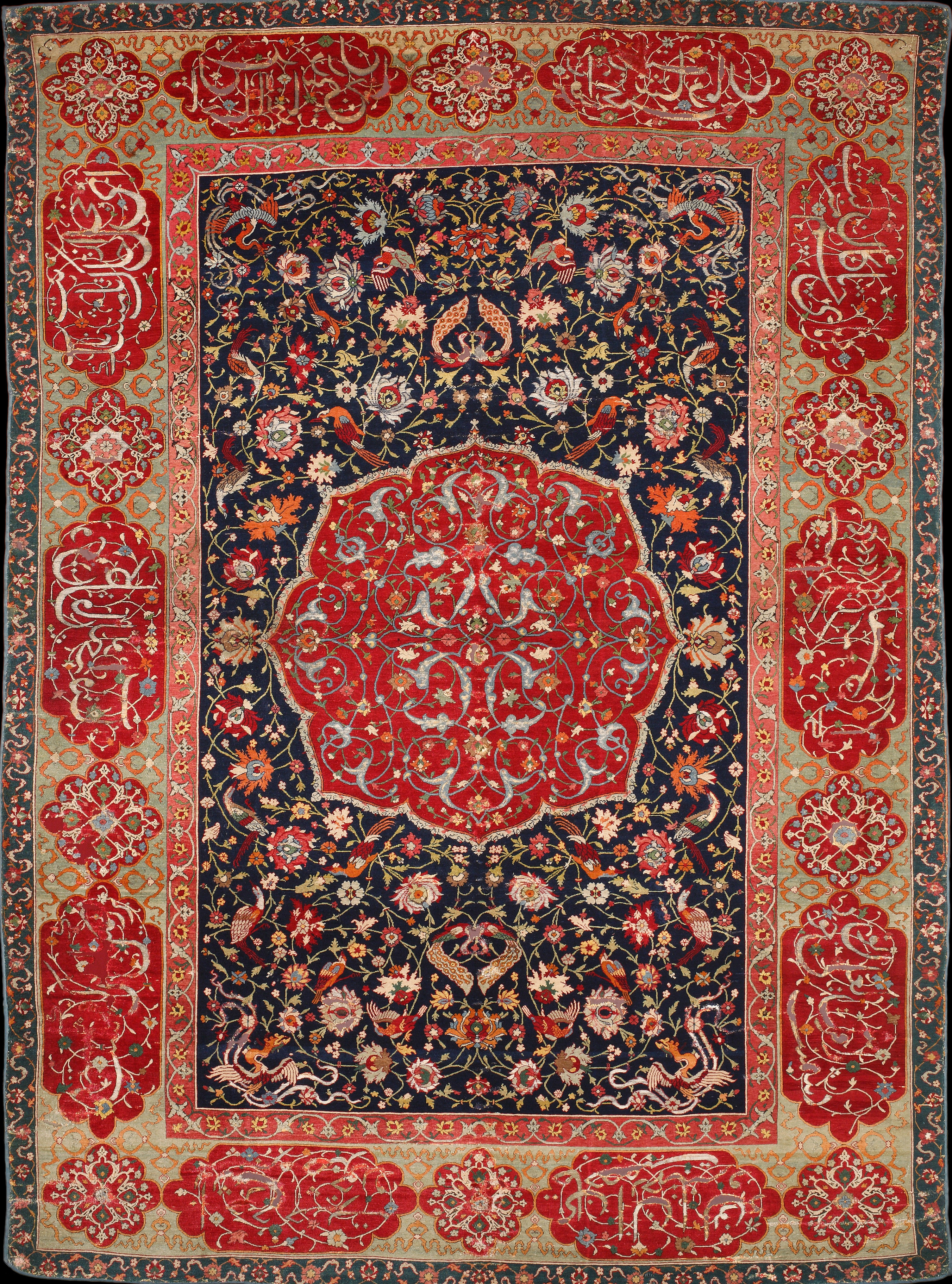
被稱為喬治·索亭毯的波斯織毯，由羊毛、蠶絲、金屬絲共同編織而成，製作年代約為公元1600年。

使用伊朗國產棉花和羊毛作為原料的紡織廠，在2000年僱用大約40萬員工，這些紡織廠集中在德黑蘭、伊斯法罕和裏海沿岸。根據伊朗官方資料，伊朗國內每年的紡織品需要量為600,000公噸。伊朗國內生產量為440,000公噸，而2019年到2020年的進口量為近3,000公噸，表示有130,000公噸的紡織品是透過走私方式進口。從海外大量非法進口到伊朗的紡織品和服裝，對伊朗的紡織業造成損害，並減少伊朗人的工作機會。
| 行業區塊             | 勞動人口，1995年 | 勞動人口，2000年 | 在總製造業中佔比，1995年 (%) | 在總製造業中佔比，2000年 (%) |
| 紡、織、及後處理     | 112,714          | 107,565          | 14.2                         | 12.0                         |
| 其他紡織品 (黃麻等)  | 30,879           | 31,794           | 3.9                          | 3.5                          |
| 針織及勾織紡織品     | 3,631            | 2,459            | 0.5                          | 0.5                          |
| 服裝（皮毛製品除外） | 8,608            | 4,800            | 1.1                          | 0.5                          |

資料來源: 聯合國工業發展組織 (UNIDO)
進一步訊息：
- Textile industry in Iran （页面存档备份，存于） –  Encyclopedia Iranica
- Association of Iran Textile Industries （页面存档备份，存于）

## 航空工業
伊朗透過俄羅斯和烏克蘭幫助，在國內生產如安托諾夫An-140等59人座客機，
伊朗也研究製造90人座的客機。
伊朗人口有7,000萬人，估計需要6,300架飛機以符合載客需求，但實際上每百萬人所擁有的飛機不足9架。

## 製藥和醫療衛生行業

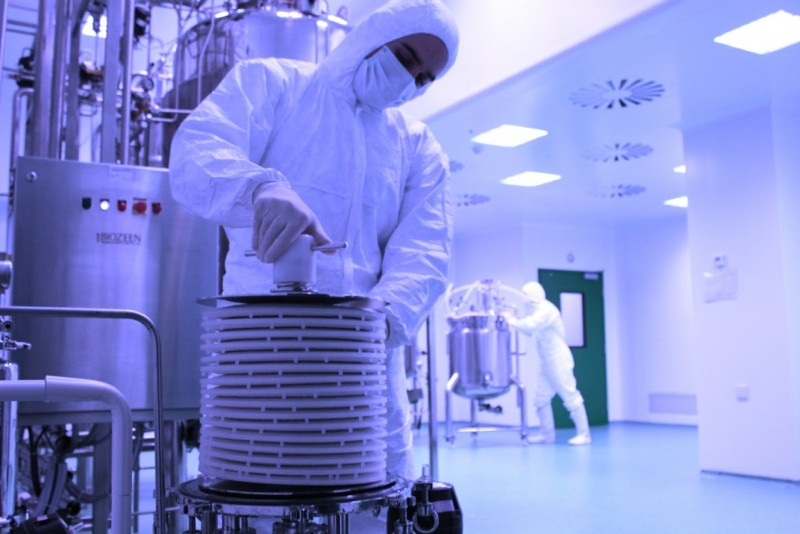
伊朗生物製藥公司AryoGen的生產線。

伊朗巴斯德研究所在1920年成立後，伊朗製藥業開始進入現代化，伊朗擁有優良的藥品生產能力，但原材料和許多專用藥品仍需依賴進口。伊朗在2009年出口價值7,400萬美元的“醫療產品”到伊拉克、阿富汗和俄羅斯等國家。

## 石油、天然氣、和石化工業

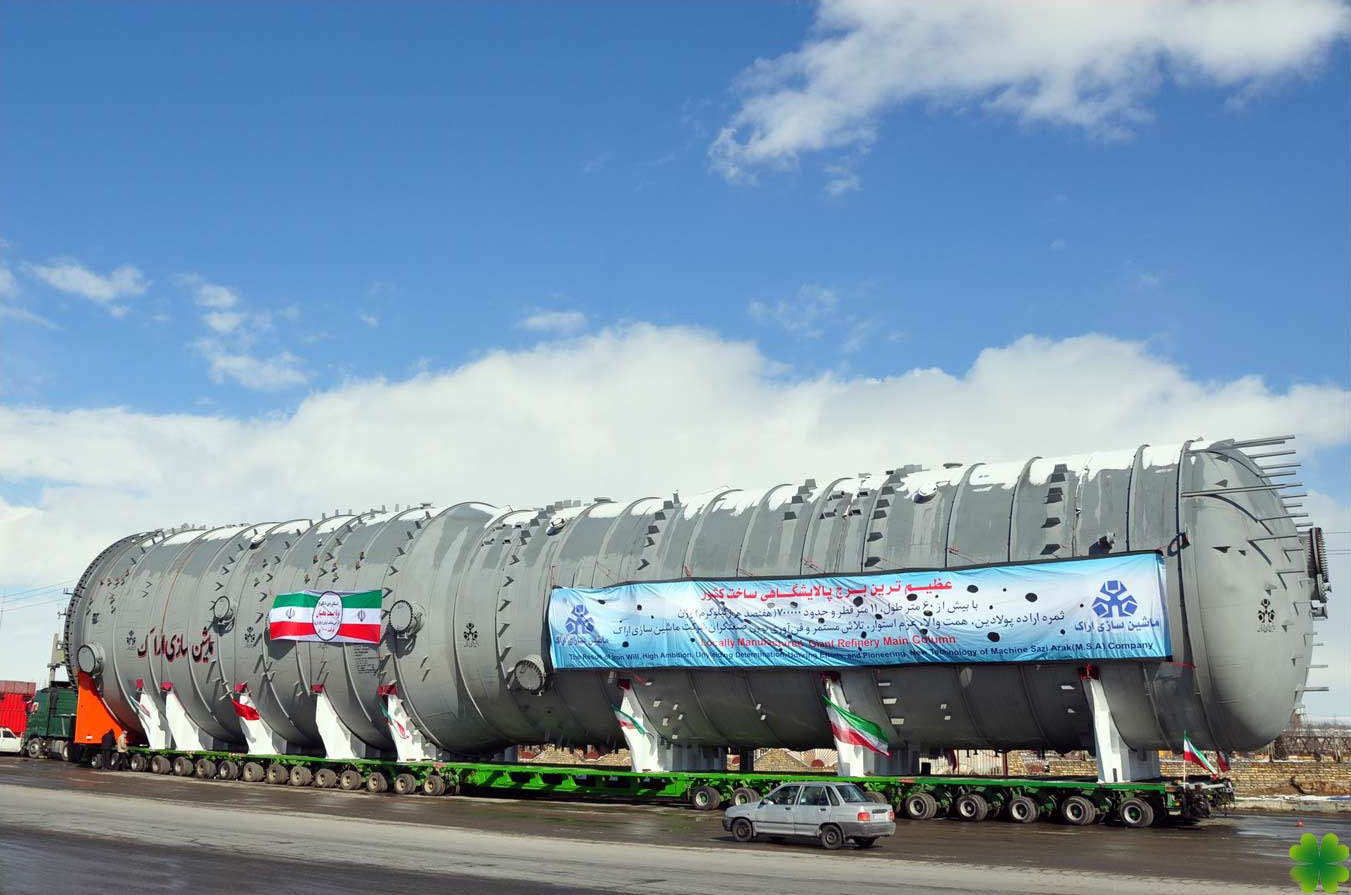
由Machine Sazi Arak機械工程製作的巨型分餾設備。

伊朗的石油和天然氣工業是該國最為活躍的產業。伊朗擁有世界第四大石油儲量，和第二大天然氣儲量。
多年來，伊朗國產的上游石油行業設備產量增長四倍，而設備和材料的採購金額約佔石油項目的60%至65%。伊朗的工業設備有60%至70%在國內製造，包括各種渦輪發動機、泵、催化劑、煉油廠、油輪、鑽機、石油平台和勘探儀器。

## 發電
伊朗在設計、建造和管理水壩及發電廠方面已經達到自給自足，並參與國際投標，而贏得許多建造合約。伊朗是世界上六個有能力製造燃氣和蒸汽動力渦輪發動機的國家之一。

## 電子和電腦產業
2008年，伊朗國內消費電子產品市場（定義為包括電腦設備、行動電話、視頻音響和電子遊戲設備）的規模估計為73億美元（2010年為82億美元），其中電腦硬體市場佔比為47%，視頻音響市場佔比為28%，行動電話的佔比為25%。研究機構BMI研究預測，伊朗國內消費電子設備的需求，到2013年將達到100億美元。

## 電子通信
伊朗在2008年有超過2,400萬具固網電信電話，全國滲透率為33.66%。伊朗在2012年使用互聯網的人數有4,300萬人，是中東國家中數量最大者，在同年，伊朗的行動電話數目超過每人一具。在2020年，有7,000萬伊朗人在使用高速流動互聯網。
伊朗信息和通信技術部與美國有線電視商Tele-Communications Inc.（TCI ）合作在伊拉克的卡爾巴拉和和納傑夫開發固網電信電話系統。

## 銀行業
根據標準普爾評級服務公司的數據，全球符合伊斯蘭教法的資產已達到約4,000億美元，潛在市場規模達到4兆美元。伊朗、沙烏地阿拉伯和馬來西亞三國所擁有的符合伊斯蘭教法的資產，位居世界前三大。伊朗國家銀行、伊朗出口銀行、和賽巴銀行是伊朗前三大銀行。

## 旅遊產業
伊朗官員在2008年表示，伊朗近年來每年從旅遊業賺取約10億美元。伊朗目前在全球各國中的旅遊收入中排名第68位。伊朗擁有迷人的自然和歷史遺跡，被評為“10大旅遊國家”。
旅遊業考慮進一步擴展的領域是生態旅遊、海岸線、修復後的歷史遺跡、手工業城鎮和醫療旅遊。

## 海軍工業
在接下來的二十年裡，伊朗將需要500艘新船，其中包含120艘油輪、40艘液化天然氣載運船、和300多艘商船。伊朗商務部確認伊朗有能力自建造所需要的船隊。伊朗海事工業公司首度在2012年為委內瑞拉客戶建造一艘阿芙拉型油輪。

## 工具機
Machine Sazi Tabriz公司 成功製造各式精密數值控制工具機，並在2011年向德國、奧地利、亞塞拜然、土耳其和馬來西亞出口價值150萬歐元的車床和銑削機械。

## 外部連結
- Ministry of Industry, Mine and Trade – Iran （页面存档备份，存于）
- List of Industrial Parks near Tehran
- Annual Review （页面存档备份，存于） by the Central Bank of Iran, including macro-economic and sector specific data/statistics about industry.
- Iran Small Industries & Industrial Parks Organization (ISIPO) （页面存档备份，存于）
- Technology Parks in Iran （页面存档备份，存于） –  The United Nations Industrial Development Organization (UNIDO)
- Iran industrial database （页面存档备份，存于）
- List of Iranian Industry Associations
- Iran industrial production statistics –  UNIDO
- Potential Export Comparative Advantages of Industry & Mine –  Trade Promotion Organization of Iran